# Le Chant des mariées
Pour plus de détails, voir Fiche technique et Distribution.
Le Chant des mariées est un film dramatique franco-tunisien, réalisé par Karin Albou et sorti en 2008.

## Synopsis
Deux jeunes filles, voisines et amies depuis l'enfance, vivent leurs premières émotions amoureuses. Myriam est promise à Raoul, un médecin beaucoup plus âgé qu'elle. Nour aime Khaled, son cousin, qu'elle souhaite épouser. L'une est juive, l'autre musulmane sans que la religion soit obstacle à leur indéfectible amitié. Cependant, dans la perspective de leurs mariages, elles devront se conformer aux poids et traditions de leur milieu respectif (choix du mari imposé par la famille, épilation douloureuse du sexe sur exigence du futur mari, « cérémonie du drap » taché de sang lors de la nuit de noces).
Nous sommes en 1942, pendant la période d'occupation allemande de la Tunisie, les forces de l'Axe tentent de se rallier la population musulmane tunisienne en échange d'une promesse d'indépendance. Parallèlement commencent les persécutions des Juifs, faisant suite à la politique de Vichy. Les deux jeunes filles se rejoignent alors que tout tend à les séparer.

## Fiche technique
Sauf indication contraire, les informations mentionnées dans cette section peuvent être confirmées par la base de données cinématographiques IMDb,  présente dans la section « Liens externes ».
- Titre original : Le Chant des mariées
- Réalisation : Karin Albou
- Scénario : Karin Albou
- Casting : Maya Serrulla
- Costumes : Tania Shebabo-Cohen
- Maquillage : Ilhem Guiida
- Son : François Guillaume
- Photographie : Laurent Brunet
- Montage : Camille Cotte
- Musique  : François-Eudes Chanfrault
- Production : Khaled Joulak, Laurent Lavole, Isabelle Pragier
- Société de production : Canal+, CNC, Cinécinéma, France 3 Cinéma, Gloria Films
- Société de distribution : Pyramide Distribution
- Pays d'origine :  France,  Tunisie
- Langues : arabe, français
- Format : couleur - 1,85:1 - DTS / Dolby Digital - 35 mm
- Genre : drame, guerre
- Durée : 100 minutes (1 h 40)
- Dates de sorties en salles :
  -  France : 17 décembre 2008

## Distribution
- Lizzie Brocheré : Myriam
- Olympe Borval : Nour
- Najib Oudghiri : Khaled
- Simon Abkarian : Raoul
- Karin Albou : Tita
- Lassad Boumnijel : le père de Nour
- Nejia Jendoubi : la mère de Nour
- Hichem Rostom : le père de Raoul
- Jaouida Vaugan : la mère de Raoul
- Noureddine Bousselmi : Si Mustapha
- Habiba Songri	: la sœur de Nour
- Skander Capizzi : le frère de Nour
- Saleh Trifi : l'oncle de Nour
- Inchirah Zitouni : Hannana
- Dalila Meftahi : la patronne du hammam
- Hela Ben Hassen : la femme au mouton
- Angelina Camazzola : Antonietta
- Nadia Ferchichi : une danseuse
- Saïda Touati : une domestique
- Nawel Ben Kraiem : la jeune fille du hammam
- Bernadette Machilot : la couturière
- Wassila Dari : la mère de Khaled
- Yadh Beji : le milicien
- Moez Toumi : l'agent du PPF
- Joseph Krief : l'homme du centre de recrutement
- Mohamed Mjahed : l'homme du centre de recrutement

## Distinctions
| Date                 | Distinction                                         | Catégorie                                        | Nom                            | Résultat   |
| -------------------- | --------------------------------------------------- | ------------------------------------------------ | ------------------------------ | ---------- |
| 7 octobre 2008       | Festival international du film de Saint-Jean-de-Luz | Chistera de la meilleure interprétation féminine | Lizzie Brocheré, Olympe Borval | Lauréat    |
| 6 au 19 janvier 2009 | Festival international du film de Palm Springs      | Prix Nouvelles voix et nouvelles visions         | Karin Albou                    | Nomination |